# Bloom (personaje)
Bloom es el personaje principal de la serie de televisión italiana Winx Club, creada por Iginio Straffi.

## Creación
La historia de la creación del personaje tiene sus raíces en el pasado de Iginio Straffi, director de la caricatura. El físico del personaje está inspirado en la cantante estadounidense Britney Spears. La personalidad y el carácter de Bloom se basan en los rasgos de Joan Lee, la esposa del director, quien la describe como una mujer generosa, positiva, enérgica y decidida. Straffi dice que admira la fuerza, la determinación y el ingenio rápido de su personaje.
La historia del personaje está inspirada en la de una niña que fue colocada en un hogar de acogida y su deseo de encontrar a sus padres que Straffi conoció en la universidad. Esta trama es la base de la historia de las tres primeras temporadas de Winx Club, así como de la película animada Winx Club: El secreto del reino perdido.

## Voz en off
La voz italiana original de Bloom está grabada por la actriz italiana Letizia Ciampa, quien da voz al personaje de Hermione Granger en Harry Potter y a Alicia en Alicia en el país de las maravillas de Tim Burton. Según la actriz, considera el papel de Bloom como uno de sus papeles más importantes en la televisión, junto con el doblaje del personaje de Miranda en la serie de televisión Lizzie McGuire.

## Descripción básica
Bloom nace un 10 de diciembre y creció en la ciudad de Gardenia, en el planeta Tierra, sin conocer, hasta su encuentro con Stella, su identidad. Ella es el Hada de la Llama del Dragón, la fuente de energía con la que el místico Gran Dragón creó el universo. Comienza a estudiar en Alfea, la escuela de las hadas y descubre que ella es la última princesa del planeta Domino, un reino perdido al que devuelve la vida convirtiéndose en el hada guardiana del planeta.